# 梁淑芬
梁淑芬（1934年1月—2020年5月2日），女，辽宁沈阳人，中华人民共和国政治人物，曾任湖北省人民政府副省长，湖北省人大常委会副主任，第六、七、八届全国人大代表。